# Никада више нећете ручати у овом граду
Никада више нећете ручати у овом граду је мемоарска књига Џулије Филипс, која детаљно описује њену каријеру филмске продуценткиње и открива игре моћи и разврат Новог Холивуда 1970-их и 1980-их. Први пут је објављена 1991. године и одмах је постала бестселер. Књига је поново издата 2002. године након смрти ауторке, а издање за Киндл је објављено 2024. године.

## Позадина
У партнерству са својим супругом Мајклом, Џулија Филипс је била једна од најуспешнијих филмских продуцената у Холивуду током 1970-их. Њихов други филм, Жаока, зарадио је скоро 160 милиона долара и освојио је седам Оскара, чиме је Џулија постала прва жена која је освојила Оскара за најбољи филм. Њихов трећи филм, Таксиста, донео им је другу номинацију за Оскара и освојио Златну палму 1976. године. Године 1977. копродуцирали су свој финансијски најуспешнији филм, Спилбергов филм Блиски сусрети треће врсте, који је зарадио 300 милион долара.
Међутим, Џулија се дуго препуштала самодеструктивном начину живота прекомерне конзумације дрога, што је почело да утиче на њен рад. Франсоа Трифо, један од најзначајнијих француских редитеља и звезда филма Блиски сусрети (глуми „Клода Лакомба“, француског владиног научника задуженог за активности везане за НЛО у Сједињеним Државама), окривио ју је за буџетске потешкоће тог филма, а она је на крају отпуштена током постпродукције због зависности од кокаина.
Филипс, која је тада била разведена, провела је наредне године у силазној спирали која је, према њеном сопственом исказу, укључивала трошење 120.000 долара на кокаин, пре него што је отишла на терапију како би се опоравила од зависности. Затим, 1988. године, након што је једанаест година била ван Холивуда, продала је сву своју имовину како би продуцирала филм The Beat, о детету из тешког краја које покушава да научи локалне банде поезији. Био је то критички и комерцијални промашај, зарадивши мање од 5.000 долара на благајнама, и Филипс се окренула писању својих мемоара како би побегла од финансијских потешкоћа.

## Сажетак
Књига почиње кратким упознавањем читаоца са Филипсовом 1989. године, пре него што се брзо врати у њено детињство у Бруклину 1940-их. Затим покрива њен рани живот и прве успехе у филмској индустрији: она и Мајкл су зарадили 100.000 долара од свог дебитантског филма, Steelyard Blues, преселили се у Малибу, Калифорнија, и добили ћерку Кејт. Следе најозлоглашенија поглавља док Филипсова ужива у својим највећим каријерним успесима, када се присећа мешавине дрога под чијим је утицајем била у ноћи када је освојила Оскара. Такође открива личне ситнице и пороке  највећих холивудских звезда тог времена, укључујући Стивена Спилберга, Мартина Скорсезеа, Ричарда Драјфуса, Голди Хон и Дејвида Гефена. Многи од ових људи били су кључне фигуре у настанку Новог Холивуда 1960-их и 70-их, али Филипс их омаловажавајуће назива „галеријом штребера одметника“. Касније епизоде у њеном животу, укључујући фрибејсинг и њен насилни однос са зависником од дроге због којег је пропустила сахрану сопствене мајке, такође се отворено разматрају.
Најзначајније, са Филипсове саме тачке гледишта, јесте њено разоткривање „Клуба дечака“ у вишим ешалонима Холивуда, где је тврдила да је њен пол довео до њеног коначног изопштења. „Да сам била мушкарац, збили би редове око мене“, рекла је, мислећи на своју зависност од дроге. „Мрзели су ту женску ствар. А нисам чак ни сматрана женом, била сам девојка.“ Пишући о њој у часопису The Independent 2002. године, филмски критичар Дејвид Томсон изразио је њен став као: „ви холивудски момци не схватате жене озбиљно; волите нас у близини... али није нам дозвољено да будемо играчи“. Ти исти мушкарци, попут „Долинске змије“ Мајкла Овица, који је водио Агенцију за креативне уметнике, били су, у њеним очима, одговорни за квалитативни пад стандарда и све већу баналност филмова од 1970-их.

## Рецепција
По објављивању, већина критичара се сложила да је књига била скандалозна и да ће јој окончати каријеру. Чак и са четвртином оригиналног рукописа од 1.000 страница исеченом, адвокатима у издавачкој кући Рандом Хаус требало је четрнаест месеци да је одобре за објављивање. Луис Кол је у часопису Нација описао књигу као „не написану већ испљунуту, вратоломни, безоблични перформанс... покретан злобом и сујетом“. У рецензији часописа Newsweek названа је „исконским криком од 573 странице“, док је један холивудски продуцент рекао да је то „најдужа опроштајна порука у историји“. У документарној верзији филма Лаки јахачи из 2003. године, Разјарени бикови, заснованој на анегдотској историји Новог Холивуда Питера Бискинда из 1998. године, Ричард Драјфус се присетио свог почетног беса због Филипсових открића, пре него што је пажљивије послушао „мали глас у својој глави који говори 'Ричарде, Ричарде, истина је била много гора'“. Упркос Филипсовим критикама Стивена Спилберга у књизи, Спилберг ју је ипак позвао на пројекцију филма Блиски сусрети треће врсте 1997. године као начин да „држи пријатеље близу, а непријатеље још ближе“. Репер Тупак Шакур погрешно цитира наслов књиге у интервјуу за Vibe 1996. године, укратко наводећи да је то једна од књига које је прочитао.
Након Филипсове смрти од рака 2002. године, књига је поново објављена у меком повезу од стране издавачке куће Фабер и Фабер, и поново је привукла пажњу. Тим Апело је у свом омажу на Salon.com написао да је књига „заједљива, немилосрдна и надмашила Капота у вриштењу истине декадентној моћи“, док ју је Дејвид Томсон из The Independent-а похвалио као „компулзивну, урнебесну забаву“.
Комерцијално, Филипсови мемоари су постали огроман успех. Брзо су се попели на врх листе бестселера The New York Times и остали на првом месту тринаест недеља. Поред тога, неколико истакнутих власника књижара у Лос Анђелесу изјавило је да је то најбрже продавана књига коју су икада видели. Али, Филипсова је била осуђена од стране Холивуда, а објављивање њене аутобиографије коштало ју је прилике да адаптира Интервју са вампиром Ен Рајс са Дејвидом Гефеном. Штавише, као пример живота који имитира уметност, истакнути ресторан Мортон у Лос Анђелесу испунио је насловно предвиђање књиге одбијајући њено будуће покровитељство.
Непосредно пре смрти, када су је питали да ли је била превише окрутна у свом писању, Џулија Филипс је одговорила: „Сви имамо своје стандарде. Људи су се понашали ружно и презрено према мени. Нисам осећала никаква ограничења. Ништа што сам урадила у својој књизи није тако подло као било који од људи о којима сам писала.“ Била је слично непокајана због свог каснијег емиграције, рекавши: „Нисам била изгнаница јер сам била зависница од дроге, алкохоличарка, покварена особа и лоша мајка. Била сам изгнаница јер сам их ударала оштрим, флуоресцентним светлом и учинила их презреним какви заиста јесу.“